# RK Zamet
Rukometni klub Zamet (RK Zamet) är en handbollsklubb från Rijeka i Kroatien, bildad 1957.

## Spelare i urval
- Nikola Blažičko (1994–2000, 2002–2004)
- Mirza Džomba (–1997)
- Jakov Gojun
- Valter Matošević (–1995 och 1996–1999, även tränare)
- Alvaro Načinović (1983–1991, 1992–1993, 1998–1999)
- Zlatko Saračević (2002–2003, även tränare 2003–2004)
- Irfan Smajlagić (1995–?)
- Renato Sulić (1995–1998, 1999–2001, 2020–)